# 陶琦
陶琦（1917年10月—2003年5月3日），曾用名陶中祜、陶进平，男，山东蓬莱人，中华人民共和国政治人物，曾任中华人民共和国交通部副部长、顾问。